# Gyula Pál
Gyula Pál (Győr, 27 de junio de 1881 - Copenhague, 6 de septiembre de 1946) fue un matemático húngaro - danés. Es conocido por su trabajo sobre el Teorema de la curva de Jordan tanto en el plano como en el espacio, y sobre el conjunto de Kakeya. Demostró que todo continuo plano localmente conexo con al menos dos puntos es la proyección ortogonal de una curva de Jordan cerrada del 3-espacio euclidiano.

## Biografía
Nació como Gyula Perl pero hungarizó su apellido a Pál en 1909. Huyendo del caos de la posguerra de Hungría tras la Primera Guerra Mundial, se trasladó a Dinamarca en 1919, posiblemente por invitación de Harald Bohr, donde pasó el resto de su vida y occidentalizó su nombre a Julius Pal .